# Vivre et Chanter
Pour plus de détails, voir Fiche technique et Distribution.
Vivre et chanter (活着唱着, Huózhe chàngzhe) est un film chinois réalisé par Johnny Ma, sorti en 2019.
Il est présenté au festival de Cannes 2019.

## Fiche technique
- Titre original : 活着唱着, Huózhe chàngzhe
- Titre français : Vivre et chanter
- Titre anglophone : To Live to Sing
- Réalisation et scénario : Johnny Ma
- Photographie : Matthias Delvaux
- Montage : Ana Godoy
- Musique : You Jong-ho et Kim Ji-min
- Pays d'origine : Chine
- Format : Couleurs - 35 mm - 1,85:1 - Dolby Digital
- Genre : drame
- Dates de sortie :
  -  France : mai 2019 (festival de Cannes 2019), 20 novembre 2019 (sortie nationale)

## Distribution
- Gan Guidan :
- Yan Xihu :
- Zhao Xiaoli :

## Sortie

### Accueil critique
En France, le site Allociné recense une moyenne des critiques presse de 3,3/5.

## Distinction
- Festival de Cannes 2019 : sélection à la Quinzaine des réalisateurs